# Lithocarpus chittagongus
Lithocarpus chittagongus là một loài thực vật có hoa trong họ Cử. Loài này được (King ex Hook.f.) Merr. mô tả khoa học đầu tiên năm 1941.